# Tigre dans la culture

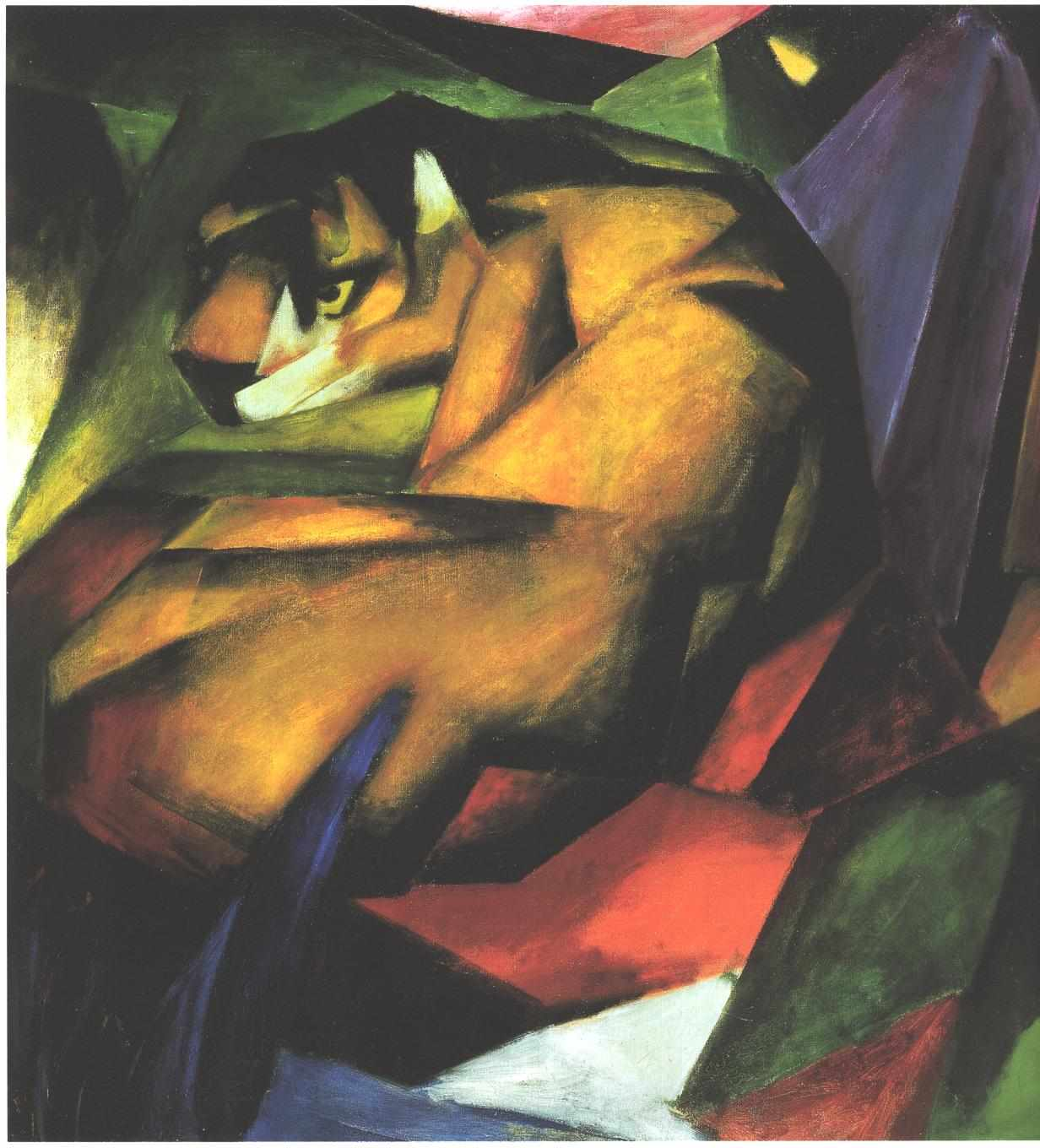
Franz Marc, Le Tigre

Le tigre dans la culture rivalise avec le lion en tant que « roi des animaux » ou « roi de la jungle ». Symbole de la puissance et de la royauté en Inde et en Chine, le tigre est maintes fois présent dans la littérature, la peinture et la sculpture, ainsi qu'au cinéma et dans la bande dessinée.

## Symbolique
Le tigre est à l'origine un félin largement répandu en Asie du Sud-Est. Habitant des lisières de forêts, le tigre occupe une niche écologique similaire à celle de l'humain. Les vestiges archéologiques des deux espèces sont entremêlés dès la fin du Pléistocène, en association étroite avec les proies qu'ils chassent tous les deux. Ces interférences sont encore d'actualité aujourd'hui : lorsque l'homme défriche des forêts pour établir champs et habitations, il crée un nouvel habitat pour le tigre. Les champs attirent cochons et cervidés, proies favorites du félin et espèces nuisibles pour les cultures. Dans le même temps, un manque de proies (généralement dues à une chasse trop intensive de la part de l'homme) conduit le tigre à se rabattre sur le bétail. Relevant à la fois de la symbiose et de la compétition, la relation ambigüe entre l'humain et le tigre constitue le fondement de la charge symbolique du félin.
Le tigre est un animal à la symbolique polysémique. Dans la tradition javanaise, le tigre est très fortement associé à la royauté, sans y être parfaitement assimilé. Historiquement, la noblesse de robe, appelée priyayi, a cherché à se réapproprier les traditions palatines que sont le rampog macan et les chasses au tigre. Ces initiatives ont amoindri la symbolique uniquement régalienne du tigre.
Par ailleurs, les croyances d'Asie du Sud-Est en général, et de Java en particulier, font du tigre un animal ambivalent associé aux esprits et qui vit symboliquement à la lisière entre la civilisation et le monde sauvage.

### Légendes et croyances d'Asie du Sud-Est

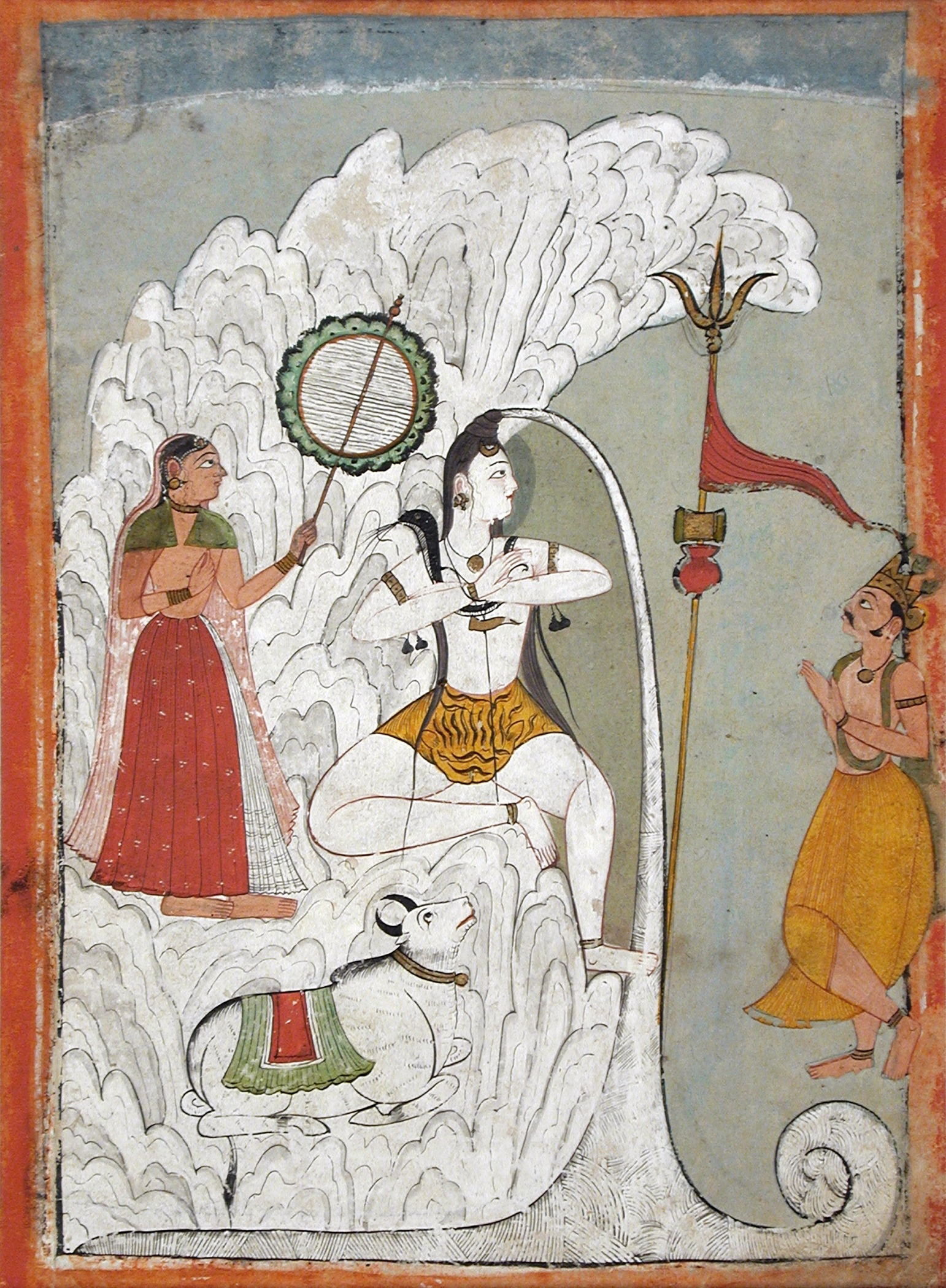
Shiva est associé au buffle qu'il monte et au tigre dont il revêt la peau.

#### Associations
Le tigre est associé au point cardinal Nord et à Shiva, et par cette divinité à la royauté et à la récolte du riz.

#### Un félin à âme humaine
En Asie du Sud-Est en général, le tigre et l'homme sont considérés comme descendant d'un même ancêtre. La tradition est donc que « le tigre a une âme humaine ». Ainsi, une fable javanaise raconte qu'à l'origine, les tigres et les hommes étaient végétariens et vivaient en égal. Les tigres mangeaient des feuilles de Pædérie fétide (Paederia foetida) et de Durian (Durio zibethinus). Un jour, lors de la préparation du repas, un homme se coupa le doigt et un bout de chair se trouva dans le déjeuner des tigres : ceux-ci y prirent goût et devinrent des animaux sauvages.
Une autre légende de la côte nord du Java oriental fait descendre les tigres et les crocodiles de Syeh Sayyidina Ali, un beau-fils de Mahomet.

### Croyances javanaises

#### Le roi de la forêt
Les pouvoirs magiques attribués au tigre sont intimement liés à la perception de la forêt dans la culture javanaise : un lieu mystérieux, dangereux et empli de forces magiques maléfiques. La forêt est l'antonyme de la civilisation. Elle ne forme qu'un avec le tigre. Ainsi, une fable javanaise raconte que le tigre protège la forêt en faisant peur aux villageois et que la forêt protège le tigre en lui fournissant un abri : pour détruire l'un, il faut détruire l'autre.
En jeûnant et méditant pendant quarante jours dans une caverne dans la forêt, le tigre peut y acquérir le kesaktian, des pouvoirs magiques. Le kesaktian lui permet notamment de devenir invisible dans la forêt. L'un des tabou pour un tigre serait d'ailleurs d'être aperçu par un humain : il devrait alors à nouveau jeûner pendant quarante jours pour retrouver le kesaktian.
Selon les traditions javanaises, afin d'assurer sa sécurité dans une forêt, il est nécessaire de montrer son respect au tigre en lui rappelant qu'il est un aussi « un fils d'Adam », puis de faire une prière. Le félin, en raison de son origine humaine, comprendrait le langage javanais, et utiliser le mot « macan » dans la forêt risquerait de l'attirer. Ainsi, le tigre est appelé nenek (« grand-parent »), datuk (« grand-père »), guda (« secret, caché »), « kiai » ou « kiaine » (objets ou personnes magiques). Ces termes révèlent la relation de parenté avec l'homme et d'animal magique qui caractérise la symbolique du tigre à Java,.

#### Un animal lié aux esprits

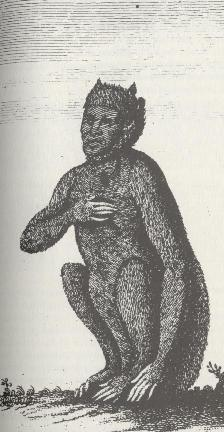
Gravure de 1763 représentant un tigre-garou.

Les esprits gardiens appelés dhanyang protègent et assurent la fertilité de leur domaine, qui peut être la forêt ou un village par exemple. Ce sont les habitants des arbres ou des pierres, souvent confondus avec les esprits des ancêtres. Le dhanyang se matérialise fréquemment sous la forme d'un tigre. Ainsi, dans la forêt autour du Baluran, les esprits prennent la forme d'un énorme animal noir qui laisse des empreintes de tigre.
Dans la culture javanaise, les ancêtres fondateurs d'un village sont considérés comme possédant de puissants pouvoirs magiques et notamment celui de négocier avec les tigres. Selon une légende de Lumajang, le fondateur a transformé une personne en tigre pour nettoyer la forêt puis cette personne aurait eu des enfants qui devinrent des tigres-garous : leurs descendants mâles devaient avoir les doigts coupés après leur mort pour éviter ce désagrément. De même, en Madura et dans le Java oriental, l'âme d'un ancêtre magicien peut se réincarner en tigre si son pouvoir spirituel n'est pas retransmis à ses descendants.
Les dhanyang protègent tout ce qui a un rapport avec le fondateur, et notamment sa tombe — comme le mausolée de Syeh Maulana Isak — ou les écoles religieuses qu'il a pu fonder de son vivant. Ainsi, l'école islamique Tanjung Keraksaan près de Probolinggo est protégée par un tigre bienfaisant, incarnation de la sainteté du fondateur de l'école. Selon une autre tradition, le tigre peut être invoqué par un kyai qui doit jeûner et suivre différentes règles avant de prononcer une formule invoquant le nom de Dieu. Le tigre ainsi créé est une manifestation des anges gardiens associés au Coran et hadîths.

#### Le tigre-garou
Le tigre-garou, appelé macan gadhungan est une légende très répandue dans le Kediri en particulier et dans le Java oriental en général. Le tigre-garou est considéré soit comme la réincarnation d'un aristocrate décédé en exil dans la forêt de Lodoyo, soit comme un shamane transformé. La transformation en tigre est issue d'un savoir qui se transmet de génération en génération par des mantras, le premier tigre-garou étant, selon la légende, un homme ayant vécu dans la forêt de Lodoyo à l'époque du roi Djojoboyo.

## Littérature
Le tigre, avec le buffle, est un animal dont la signification mystique et politique est très forte dans la littérature aristocratique javanaise. Le thème du tigre-garou est notamment traité dans deux longs poèmes du premier tiers du XIXe siècle, la Serat Cabolang et la Serat Centhini.
Le cycle de Sang Kancil est une série de comptines qui se retrouve dans l'ensemble du monde malais. Ce cycle folklorique raconte les aventures de Sang Kancil, un Chevrotain malais malicieux et rusé, qui berne de nombreux animaux plus puissants. Il est comparé par Romain Bertrand au Roman de Renart ou aux Fables de La Fontaine. Dans cette littérature populaire, le tigre Si Harimau y est dépeint comme un roi hautain qui maltraite ses sujets, berné par Sang Kancil.
L'un des premiers tigres de fiction est la tigresse Louison dans Les Aventures du capitaine Corcoran, d'Alfred Assollant (1867), suivie quelques années plus tard par un autre ouvrage du même auteur, intitulé Le Tigre (1879). L'un des tigres les plus célèbres de la littérature demeure cependant Shere Khan, l'ennemi juré de Mowgli, dans Le Livre de la jungle de Rudyard Kipling (1894).
Le tigre s'illustre dans le domaine de la poésie avec Le Tigre de William Blake (in Chants de l'expérience, 1794) mais surtout avec Jorge Luis Borges, qui lui dédie le titre de l'un de ses recueils de poèmes, L'Or des tigres (1972), après l'avoir évoqué dans le Livre des êtres imaginaires (1967). Fasciné par les tigres, Borges cite les auteurs qui en ont décrit la beauté et la force, tel G. K. Chesterton, et se réfère à leur couleur d'« or » qui l'a impressionné dans son enfance et sera la dernière couleur à l'abandonner au seuil de la cécité.
Dans l'Histoire de Pi de Yann Martel, le héros vogue sur le Pacifique en compagnie d'un tigre du Bengale, d'un orang-outan, d'une hyène et d'un zèbre.
Le roman Loin des hommes (2024) (Tiger, 2019), de Polly Clark (en), raconte l'histoire d'une famille de tigres de Sibérie, entre taïga russe, zoo anglais, et centre de réintroduction de tigres en Sibérie, et de Frieda la primatologue, Tomas le pisteur et Zina la jeune oudéguéï.

## Peinture, mosaïque et sculpture
Dans l'Empire romain, nombreuses sont les mosaïques où figurent des tigres, le plus souvent dans des scènes de chasse, et cela dans divers endroits du pourtour méditerranéen, par exemple en Sicile ou dans l'actuelle Tunisie.
De même, les arts picturaux de l'Inde, de la Chine, du Japon et de la Corée accordent une place importante à ce félin, souvent à titre de symbole.

En Europe, différents peintres et sculpteurs ont représenté des tigres, parfois dans plusieurs de leurs œuvres : Rubens, Delacroix, Géricault, Rosa Bonheur, le douanier Rousseau, Franz Marc, Charles Lapicque ou Antoine-Louis Barye.

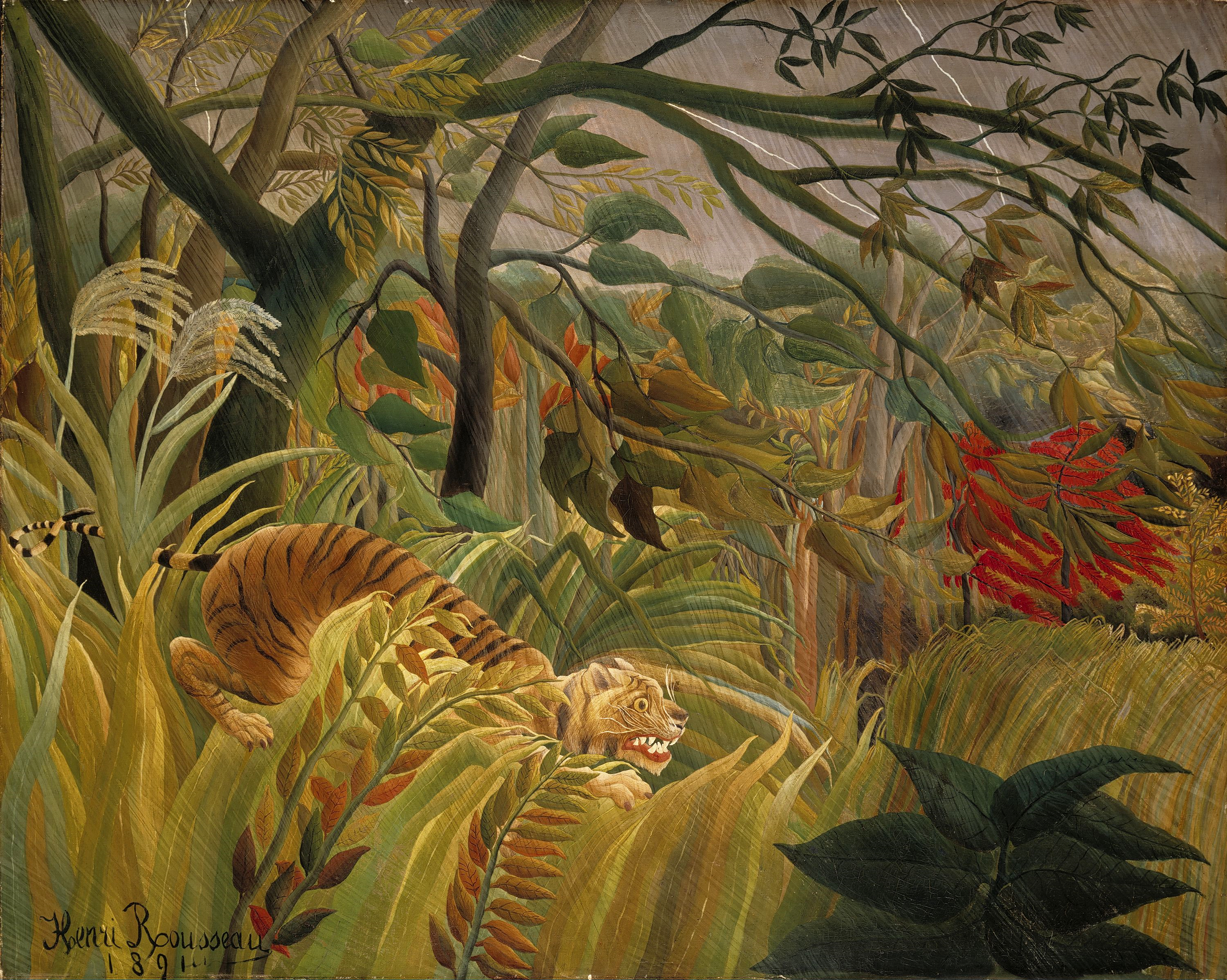
Tigre dans une tempête tropicale, Henri Rousseau, 1891.
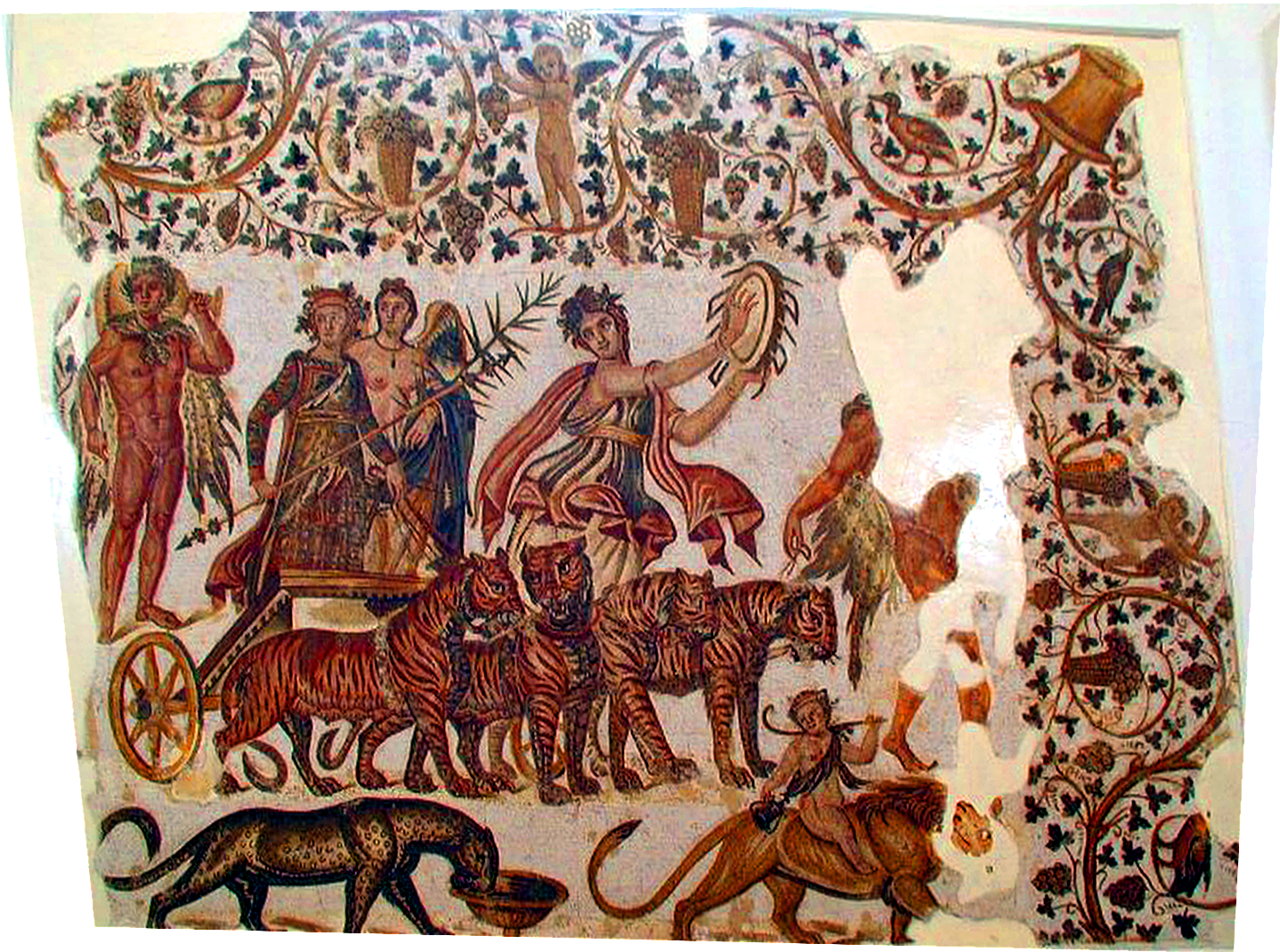
Le Triomphe de Bacchus, Musée archéologique de Sousse.
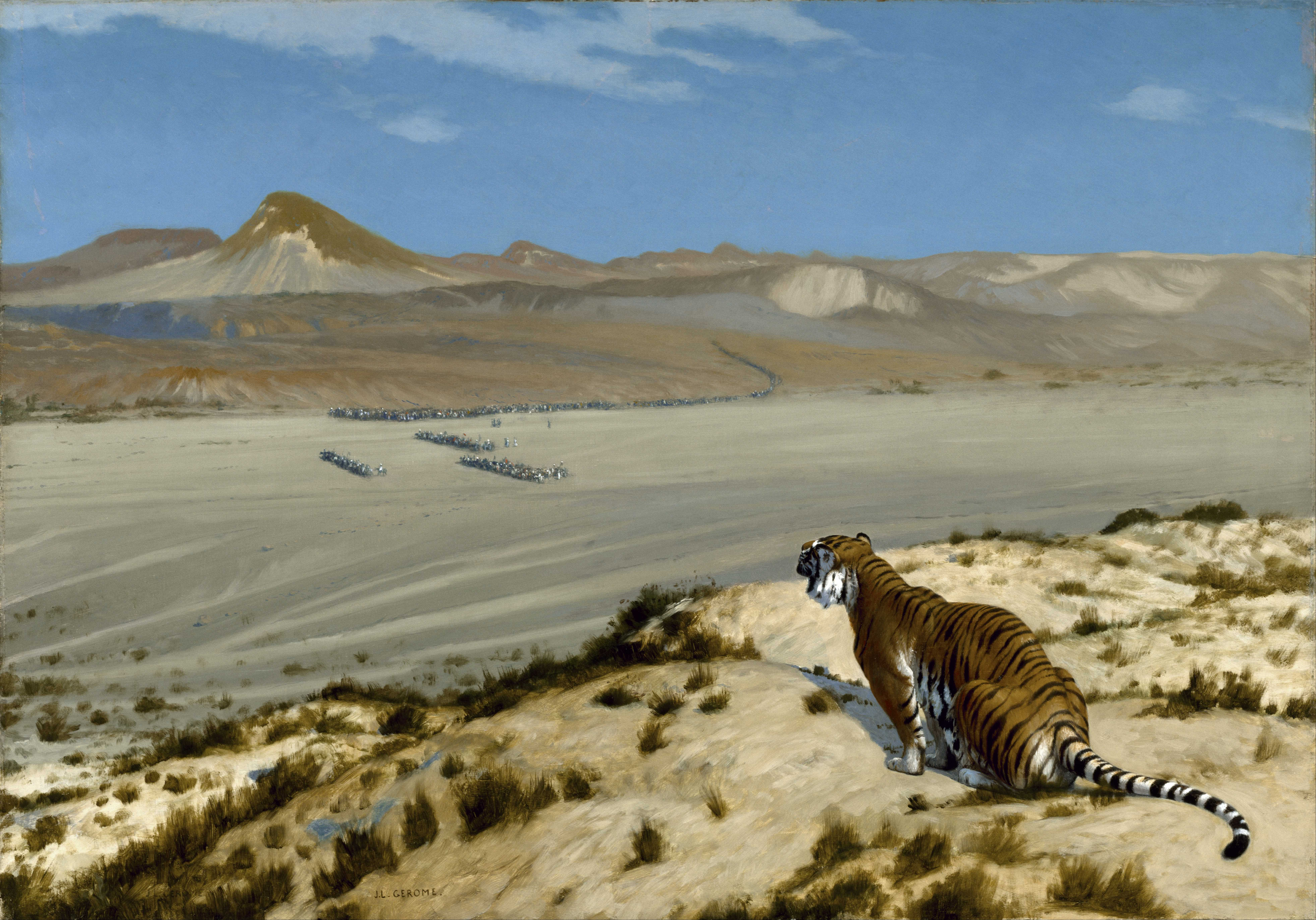
Tigre à l'affût, Jean-Léon Gérôme.
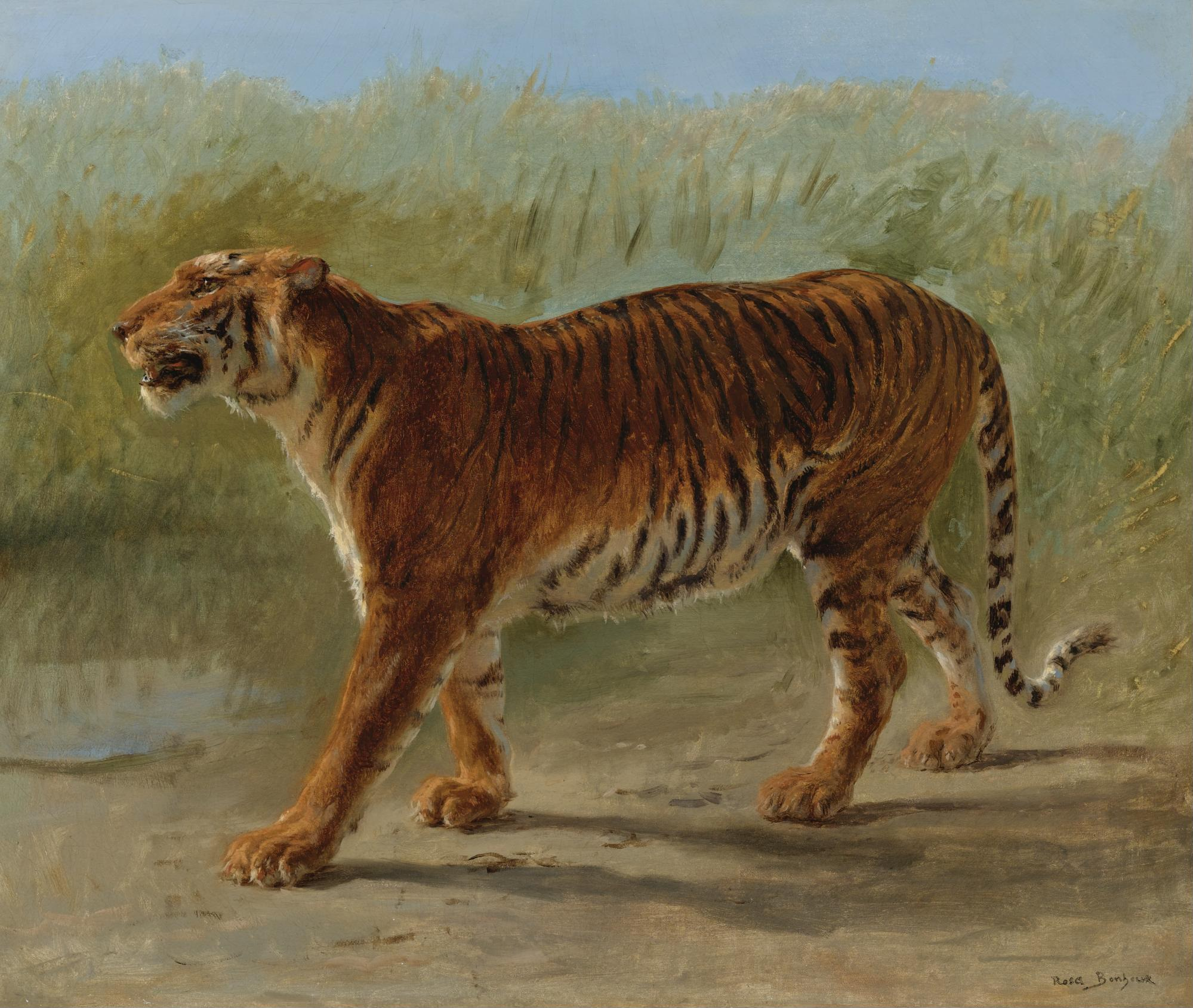
Tigre royal en marche, Rosa Bonheur.
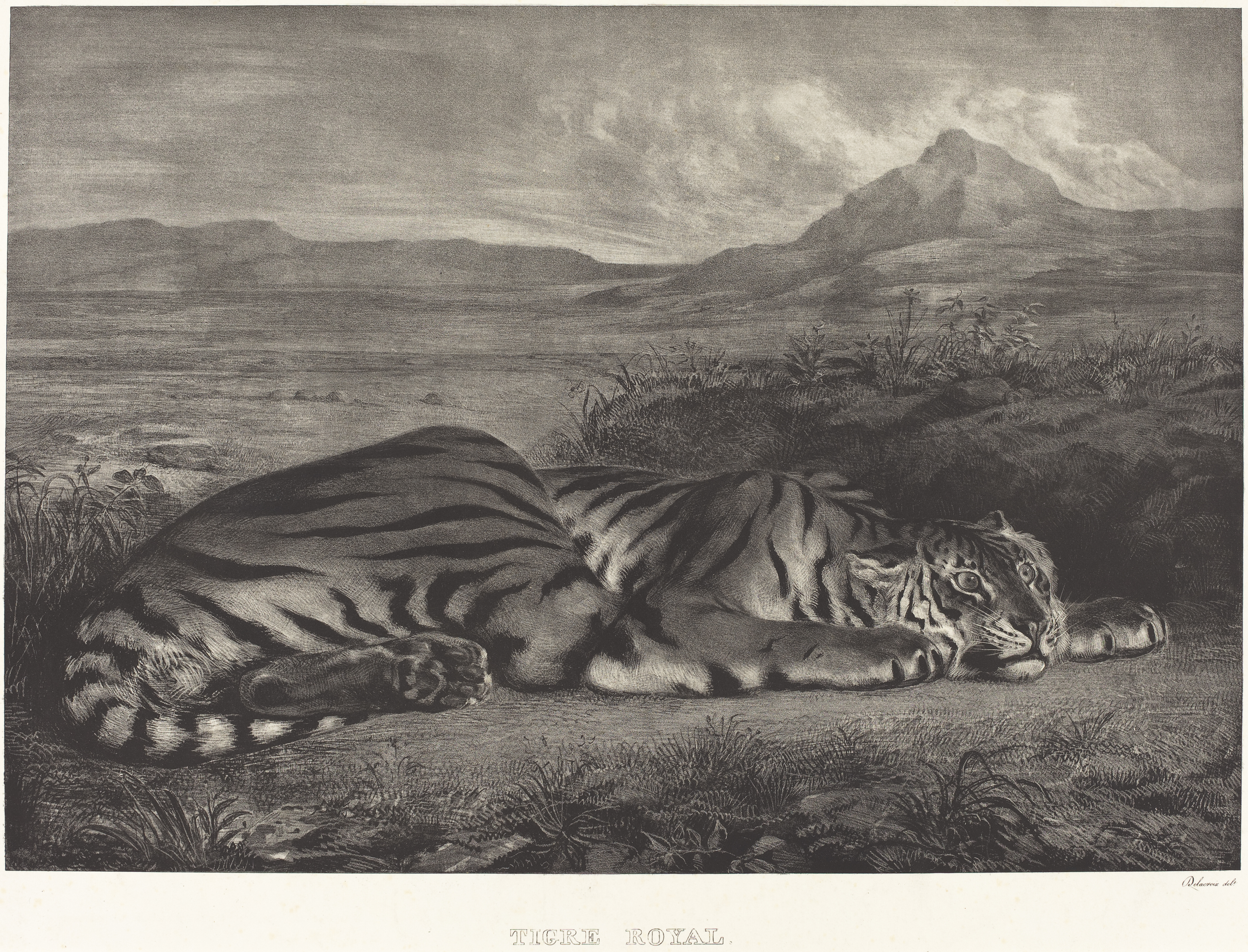
Tigre Royal, Eugène Delacroix, 1829.
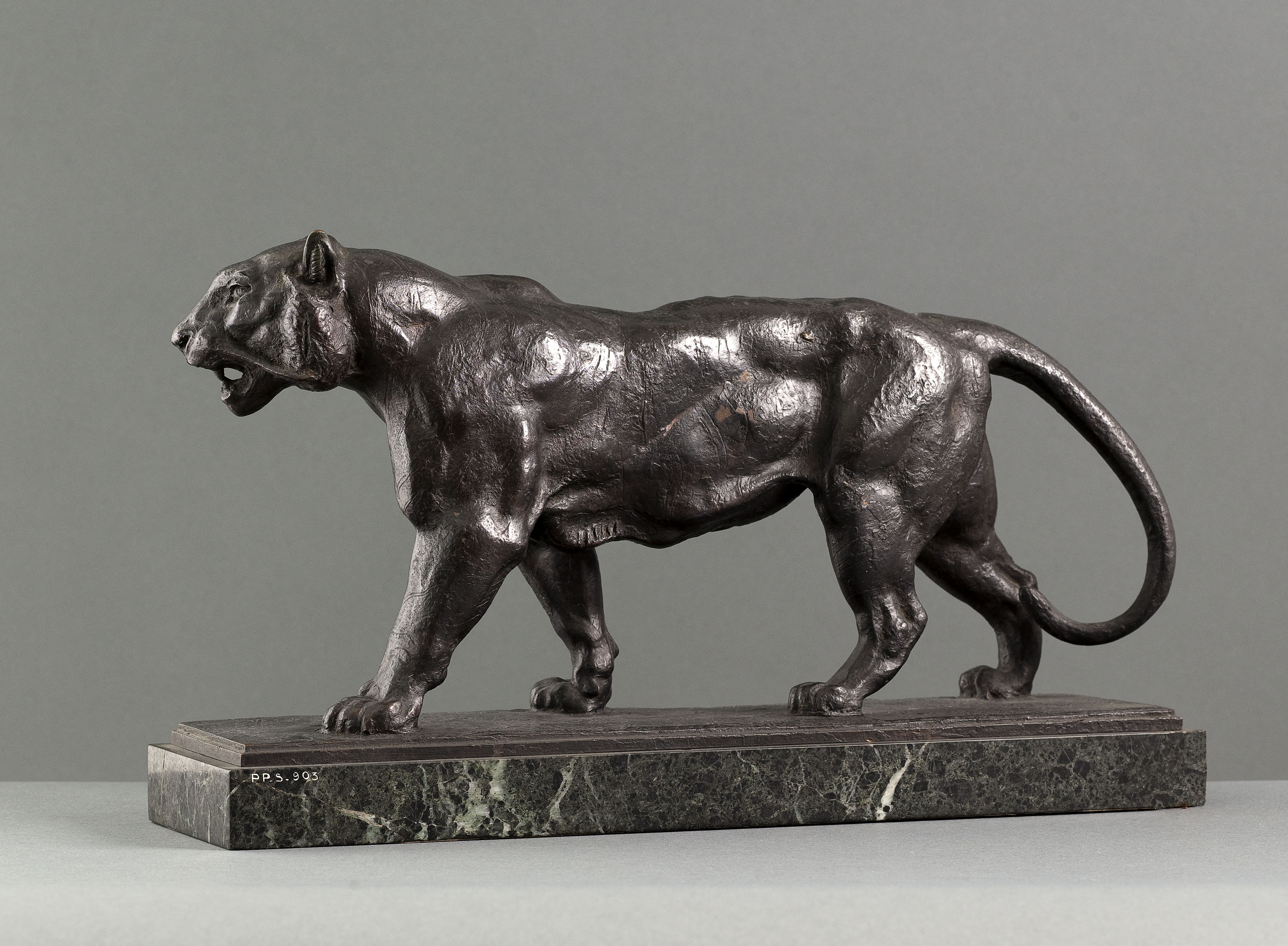
Tigre qui marche, Antoine-Louis Barye, 1841.

## Cinéma
Le Tigre du Bengale, film allemand de Fritz Lang (1959), voit son héros, Harald Berger, contraint d'affronter un tigre.
En 1967, dans l'adaptation par Walt Disney du roman de Kipling, Le Livre de la jungle la voix de Shere Khan est celle de George Sanders dans la version originale, et de Jean Martinelli dans la version française.
En 2004, le film de Jean-Jacques Annaud, Deux Frères, met en scène deux jeunes tigres qui sont séparés par des braconniers puis finiront par se retrouver. L'action se situe en Indochine dans les années 1920.

## Télévision
Depuis 1990, quatre tigresses (Yoko, Taïga, Indra et Marquise) gardent la Salle du trésor d'une forteresse perdue en pleine mer, dans l'émission Fort Boyard.

## Bande dessinée
La série des albums de Calvin et Hobbes (1985–1995), de Bill Watterson, relate les aventures humoristiques de Calvin et de son tigre de peluche, nommé Hobbes.
Dans la série de comics de Robert Kirkman, "The Walking Dead", un tigre du Bengale fait une apparition (volumes 18 à 20). Il se nomme Shiva et tient compagnie à Ezekiel.
Joe le Tigre, seul animal mentalement équilibré de La Jungle en folie de de Mic Delinx et Christian Godard.

## Jeu vidéo
Shou Toramaru est un youkai Tigre qui apparaît dans le douzième opus de la série de Shoot 'em up de type manic shooter Touhou Project. On la retrouve aussi dans Touhou 12.5.